# Alex Hook
Alex Hook (* 5. November 2001 in Toronto, Ontario) ist eine kanadische Schauspielerin.

## Leben
Alex Hook wurde am 5. November 2001 in Toronto, Ontario, geboren. Zusammen mit ihren Eltern und ihrem Bruder zog sie 2008 nach Kingston, Ontario. Dort war sie Schauspielerin in einem Musiktheater, in dem sie viele Jahre lang spielte.
2012 stand sie zum ersten Mal vor der Kamera in einer Folge von Es war Mord. 2016 spielte sie die Hauptrolle in dem Weihnachtsfilm Weihnachten auf der Bühne, in dem sie an der Seite von Amy Acker und Sascha Radetsky auftrat. Im Jahr 2017 spielte Hook in der Nickelodeon-Dramaserie Ich bin Frankie mit.

## Filmografie
- 2014: Handsome Devils (Fernsehserie, Folge 1x01)
- 2014: Es war Mord (Motives & Murders: Cracking the Case, Fernsehserie, Folge 5x04)
- 2016: Weihnachten auf der Bühne (A Nutcracker Christmas, Fernsehfilm)
- 2017–2018: Ich bin Frankie (I Am Frankie, Fernsehserie, 42 Folgen)
- 2021: Contractors (Kinofilm)
- 2021: Galentine's Day Nightmare (Fernsehfilm)
- seit 2023: The Way Home (Fernsehserie)